# Sven Ture Åberg
Sven Ture Åberg, född 16 oktober 1903 i Skellefteå, död 10 oktober 1974 i Saltsjöbaden, var en svensk ingenjör och företagsledare.
Sven Ture Åberg var son till vicekonsul Carl August Åberg och Ester Vilhelmina Colleen. Åberg tog civilingenjörsexamen från Kungliga Tekniska högskolan 1927 och blev samma år anställd vid L.M. Ericsson som nätingenjör. Han arbetade under en lång följd av år utomlands för Ericsson, vid anläggningsmontage i Polen 1928–1929, i Argentina 1929–1932, i Främre Orienten 1934–1936, som representant i USA 1937–1940 och som president för Ericsson Telephone Sales Corp New York och vice president för Teleric Panama 1940–1945. I början av 1930-talet blev han uppsagd i samband med en kris i företaget. Efter att som konsult ha lyckats med ett försäljningsuppdrag i Ecuador för Ericssons räkning blev han dock återanställd.
Han var försäljningsdirektör för L.M. Ericsson med placering i Stockholm 1946–1953 och företagets verkställande direktör 1953–1964. Åberg var styrelseordförande i Sveriges elektroindustriförening 1955–1967. Han lämnade VD-posten i L.M. Ericsson efter att ha drabbats av Parkinsons sjukdom. 1964 gick han över till Förvaltnings AB Providentia. Sven Ture Åberg är begravd på Skogsö kyrkogård.